# One of the Best
One of the Best é um filme mudo do gênero drama histórico produzido no Reino Unido e lançado em 1927.